# Teorema di Johnson
In geometria, il teorema di Johnson è un teorema sulle circonferenze relativamente semplice, ma formulato da Roger Johnson soltanto nel 1916; esso afferma che:
Date tre circonferenze di egual raggio r intersecantesi tutte e tre in sol punto, i loro altri tre altri punti di intersezione giacciono anch'essi su una circonferenza di raggio r
Tale teorema spiega implicitamente alcune proprietà che legano tra loro ortocentro e circumcentro